# Województwo łódzkie (II Rzeczpospolita)
Województwo łódzkie – województwo II Rzeczypospolitej istniejące w latach 1919–1939 ze stolicą w Łodzi.
Województwo łódzkie (do 1938) obejmowało wschodnią część obecnego województwa wielkopolskiego z Kaliszem i Koninem oraz południową i centralną część łódzkiego.
W 1930 podzielone było na 13 powiatów ziemskich oraz 1 miejski. W skład województwa wchodziło także 46 miast (1930) i 232 gminy. Graniczyło z 3 województwami: od zachodu z poznańskim, od południa z kieleckim, od północy oraz wschodu z warszawskim, a także od południowego zachodu z Niemcami.

## Struktura powierzchni
Według danych z 1929 roku województwo łódzkie miało obszar 19 034 km², w tym:
- grunty orne – 65,6%
- łąki – 7,3%
- pastwiska – 5,6%
- lasy – 13,5%
- nieużytki i tereny przemysłowe – 8%

## Demografia
Według pierwszego spisu powszechnego w 1921 roku województwo zamieszkiwało 2 252 769 osób.
Podział ludności ze względu na narodowość:
- Polacy 1 873 629 (83,2%)
- Żydzi 270 437 (12,0%)
- Niemcy 103 484 (4,6%)

Podział ludności ze względu na wyznanie:
- rzymskokatolickie 1 734 117 (77%)
- mojżeszowe 326 973 (14,5%)
- ewangelickie 171 169 (7,6%)
- menonickie 12 024 (0,53%)

W roku 1926 ludność województwa zamieszkująca miasta wynosiła 38,7%. Polacy stanowili 83,2% ogółu mieszkańców, Żydzi – 12%, Niemcy – 4,6%. 77% mieszkańców łódzkiego wyznawało religię katolicką, 14,5% mojżeszową, 7,6% ewangelicką i 0,7% grekokatolicyzm.
53,8% mieszkańców województwa łódzkiego zatrudniona była w rolnictwie, 24,6% w przemyśle (głównie włókienniczy), a 8,3% w handlu.

### Struktura demograficzna
|        | Ogółem    |       | Kobiety   |       | Mężczyźni |       |
| ------ | --------- | ----- | --------- | ----- | --------- | ----- |
|        | osób      | %     | osób      | %     | osób      | %     |
| Ogółem | 2 632 010 | 100   | 1 364 825 | 51,85 | 1 267 185 | 48,15 |
| Miasto | 1 104 222 | 41,95 | 589 824   | 22,41 | 514 398   | 19,54 |
| Wieś   | 1 527 788 | 58,5  | 775 001   | 29,45 | 752 787   | 28,60 |

## Podział administracyjny
| Powiat           | Miasto powiatowe     | Powierzchnia km² (1929) | Ludność (1929) | Gęstość os./km² |
| ---------------- | -------------------- | ----------------------- | -------------- | --------------- |
| brzeziński       | Brzeziny             | 1117                    | 125 029        | 111,9           |
| kaliski          | Kalisz               | 1480                    | 180 320        | 121,8           |
| kolski           | Koło                 | 1233                    | 112 029        | 90,9            |
| koniński         | Konin                | 1313                    | 111 415        | 84,9            |
| łaski            | Łask                 | 1403                    | 149 404        | 106,5           |
| łęczycki         | Łęczyca              | 1316                    | 122 422        | 93,1            |
| łódzki (miejski) | Łódź                 | 58,75                   | 597 183        | 10165           |
| łódzki (wiejski) | Łódź                 | 883                     | 110 381        | 125,1           |
| piotrkowski      | Piotrków Trybunalski | 2088                    | 197 285        | 94,5            |
| radomszczański   | Radomsko             | 2113                    | 169 847        | 80,4            |
| sieradzki        | Sieradz              | 1613                    | 155 425        | 96,4            |
| słupecki         | Słupca               | 1070                    | 83 985         | 78,5            |
| turecki          | Turek                | 1248                    | 102 139        | 81,8            |
| wieluński        | Wieluń               | 2101                    | 181 362        | 86,3            |

## Największe miasta
| Miasto               | Powiat           | Ludność (1929) |
| -------------------- | ---------------- | -------------- |
| Łódź                 | łódzki (miejski) | 597 183        |
| Kalisz               | kaliski          | 55 613         |
| Piotrków Trybunalski | piotrkowski      | 43 437         |
| Tomaszów Mazowiecki  | brzeziński       | 35 484         |
| Pabianice            | łaski            | 34 967         |
| Zgierz               | łódzki (wiejski) | 24 800         |
| Zduńska Wola         | sieradzki        | 23 540         |
| Radomsko             | radomszczański   | 20 372         |
| Koło                 | kolski           | 13 040         |
| Ozorków              | łęczycki         | 12 589         |
| Wieluń               | wieluński        | 11 032         |
| Brzeziny             | brzeziński       | 10 633         |
| Konin                | koniński         | 10 379         |
| Łęczyca              | łęczycki         | 10 267         |
| Turek                | turecki          | 10 073         |
| Sieradz              | sieradzki        | 9284           |

## Podział administracyjny (1939)
Z dniem 1 kwietnia 1938 r. wyłączono z obszaru województwa łódzkiego i przyłączono do województwa poznańskiego powiaty kaliski, kolski, koniński i turecki.
Z dniem 1 kwietnia 1939 r. włączono w obszar województwa łódzkiego: z województwa warszawskiego powiaty: kutnowski, łowicki, rawski i skierniewicki; z województwa kieleckiego powiaty: opoczyński i konecki z wyjątkiem gmin miejskich: Skarżysko-Kamienna i Szydłowiec oraz gmin wiejskich: Bliżyn i Szydłowiec.

## Wojewodowie
- 1919–1922 – Antoni Kamieński
- 1922–1923 – Paweł Garapich (p.o.)
- 1923–1924 – Marian Rembowski
- 1924 – Paweł Garapich
- 1925–1926 – Ludwik Darowski
- 1926 – Jan Ossoliński (p.o.)
- 1926–1933 – Władysław Jaszczołt
- 1933–1938 – Aleksander Hauke-Nowak
- 1938–1939 – Henryk Józewski

Wicewojewodowie
- 1920–1922 – Paweł Garapich
- 1922–1926 – Władysław Łyszkowski
- 1926 – Jan Ossoliński
- 1927–1929 – Stanisław Lewicki
- 1929–1931 – Józef Rożniecki
- 1931 – Stefan Kirtiklis
- 1931–1936 – Antoni Potocki
- 1936–1938 – Stefan Wendorff
- 1938–1939 – Józef Jellinek[8]

## Galeria
Województwo łódzkie w szczegółowych danych statystycznych spisu powszechnego z 30.IX.1921 i spisu powszechnego z 9. XII. 1931 r.
- Województwo łódzkie – oficjalne dane GUS spisu powszechnego 1921
- Skorowidz miejscowości 1921 – szczegółowe dane GUS spisu powszechnego 1921 – województwo łódzkie
- Województwo łódzkie – oficjalne dane GUS spisu powszechnego 1931

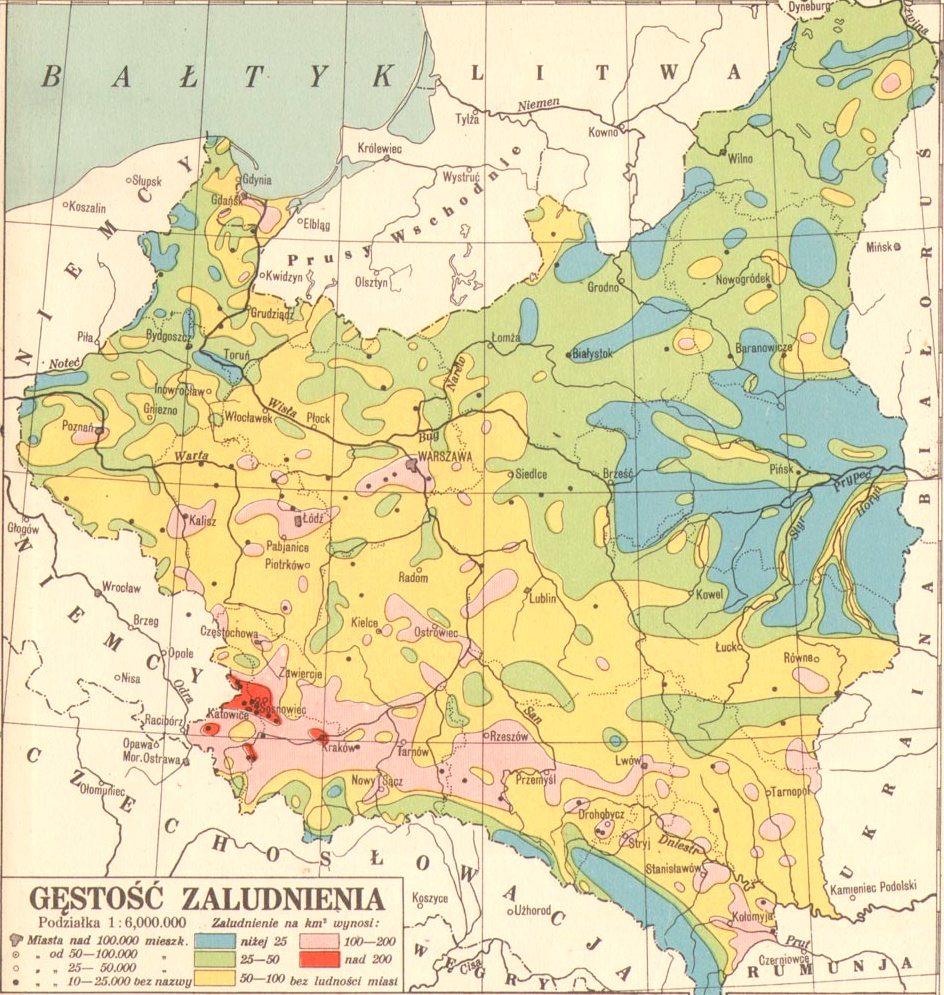
Polska, gęstość zaludnienia, 1931
Podział administracyjny Polski po 1938 r.
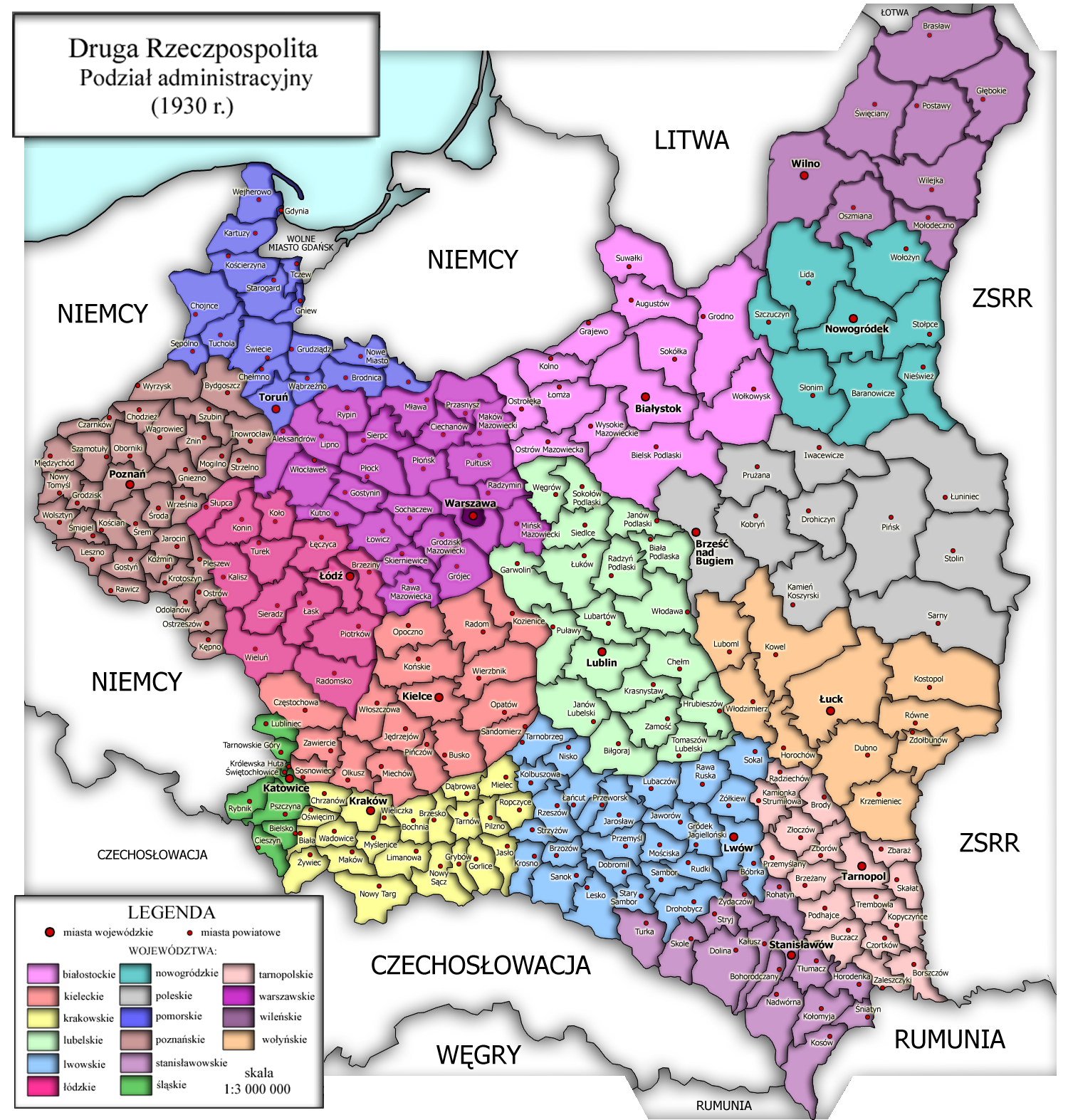
Podział Polski na powiaty (1930) – woj.łódzkie zaznaczone kolorem czerwonym